# 三遊亭若馬
三遊亭 若馬（さんゆうてい わかば、1937年3月31日 - 1994年9月29日）は落語家。本名：猪股 基行。出囃子は『博多どんたく』。

## 経歴
宮崎県北諸県郡出身。父親は警察官。
1958年10月、四代目三遊亭圓馬に入門、和歌馬を名乗る。唯一の内弟子経験者。
1962年3月、二ツ目で表記を若馬と改名。
1974年4月、三遊亭圓輔と桂枝助と共に真打昇進。

## 活動
マツダ・ボンゴを改装して車の中で演芸が楽しめる移動車寄席を開催し無料で老人ホームなどを巡業する慰問を行っていた。

## 芸風
都都逸を得意とし『野ざらし』、『二番煎じ』などを好んで演じていた。

## 芸歴
- 1958年10月 - 四代目三遊亭圓馬に入門、「和歌馬」を名乗る。
- 1962年3月 - 二ツ目昇進、「若馬」と改名。
- 1974年3月 - 真打昇進。